# أندريس خونكيرا
أندريس أفيلينو زابيكو خونكيرا (23 أبريل 1946 - 6 مايو 2019) لاعب كرة قدم إسباني محترف لعب كحارس مرمى.

## المسيرة الكروية
ولد في لا فيلغويرا، لانغريو، أشتورية، بدأ أندريس مسيرته المهنية مع النادي المحلي اتحاد لانغريو الرياضي في الدوري الإسباني الدرجة الثانية. وقع مع ريال مدريد في عام 1966، وشارك لأول مرة في الدوري الإسباني في 10 سبتمبر 1967 في فوز خارج أرضه بنتيجة 2-0 ضد نادي إشبيلية.
خلال فترة وجوده في ملعب سانتياغو برنابيو، فاز أندريس بالبطولة الوطنية خمس مرات، وأضاف إليها ثلاث كؤوس كأس الجنرال وكأس ريكاردو زامورا في موسم 1967-1968. وأضاف سبع مباريات في كأس أوروبا لكرة القدم.
انضم أندريس إلى نادي ريال سرقسطة في صيف عام 1975، وهبط إلى المستوى الثاني في موسم 1976-1977، لكنه فاز بالترقية في الموسم التالي. تقاعد بسبب إصابة في الغضروف المفصلي في عام 1978، في سن 32.

## الحياة اللاحقة والموت
بعد اعتزاله كرة القدم، أدار أندريس شركة ضيافة في ساما.
أصيب أندريس خونكيرا البالغ من العمر 73 عامًا بنوبة قلبية في 6 مايو 2019، وتم إعلان وفاته في مستشفى فالي ديل نالون في ريانو، لانجريو في نفس اليوم.

## الألقاب

### البطولات الوطنية
- 5 بطولات دوري مع نادي ريال مدريد ( 1966-1967 ، 1967-1968 ، 1968-1969 ، 1971-1972 ، 1974-1975 )
- 3 ألقاب كأس الملك مع نادي ريال مدريد (1970، 1974، 1975)

### الألقاب الشخصية
- الفائز بجائزة زامورا لحارس المرمى الذي استقبل أقل عدد من الأهداف في الدوري في موسم 67-68

## روابط خارجية
- أندريس خونكيرا على BDFutbol
- أندريس خونكيرا في موقع كرة القدم العالمية.نت